# Héctor Alexis Gómez
Héctor Alexis Gómez (nacido el 5 de marzo de 1988 en San Pedro de Macorís) es un shortstop dominicano de la Liga Mexicana de Béisbol que milita con los Generales de Durango.
Gómez comenzó su carrera profesional en 2006 tras ser firmado por el scout Félix Feliz. Dividió la temporada entre los Casper Rockies (50 juegos) y Tri-City Dust Devils (dos juegos), llegando a un total combinado de .312 en 62 partidos. En 2007, jugó para los Asheville Tourists, bateando .266 con 11 jonrones y 20 bases robadas en 124 partidos. Jugó en solo un partido en 2008, para los Modesto Nuts, donde dio un hit en tres turnos al bate. Con Modesto Nuts en 2009, Gómez bateó .275 en 83 partidos.
Comenzó la temporada 2011 con los Tulsa Drillers.
Gómez fue llamado a Grandes Ligas el 16 de septiembre de 2011 y debutó esa misma noche. Actualmente firmó para los Guerreros de Oaxaca de la Liga Mexicana de Béisbol.